# 扭葉松蘿蘚
扭葉松蘿蘚（学名：Papillaria semitorta）为蔓蘚科松蘿蘚屬下的一个种。

## 扩展阅读
- 維基物種上的相關：扭葉松蘿蘚